# 霊の戦い

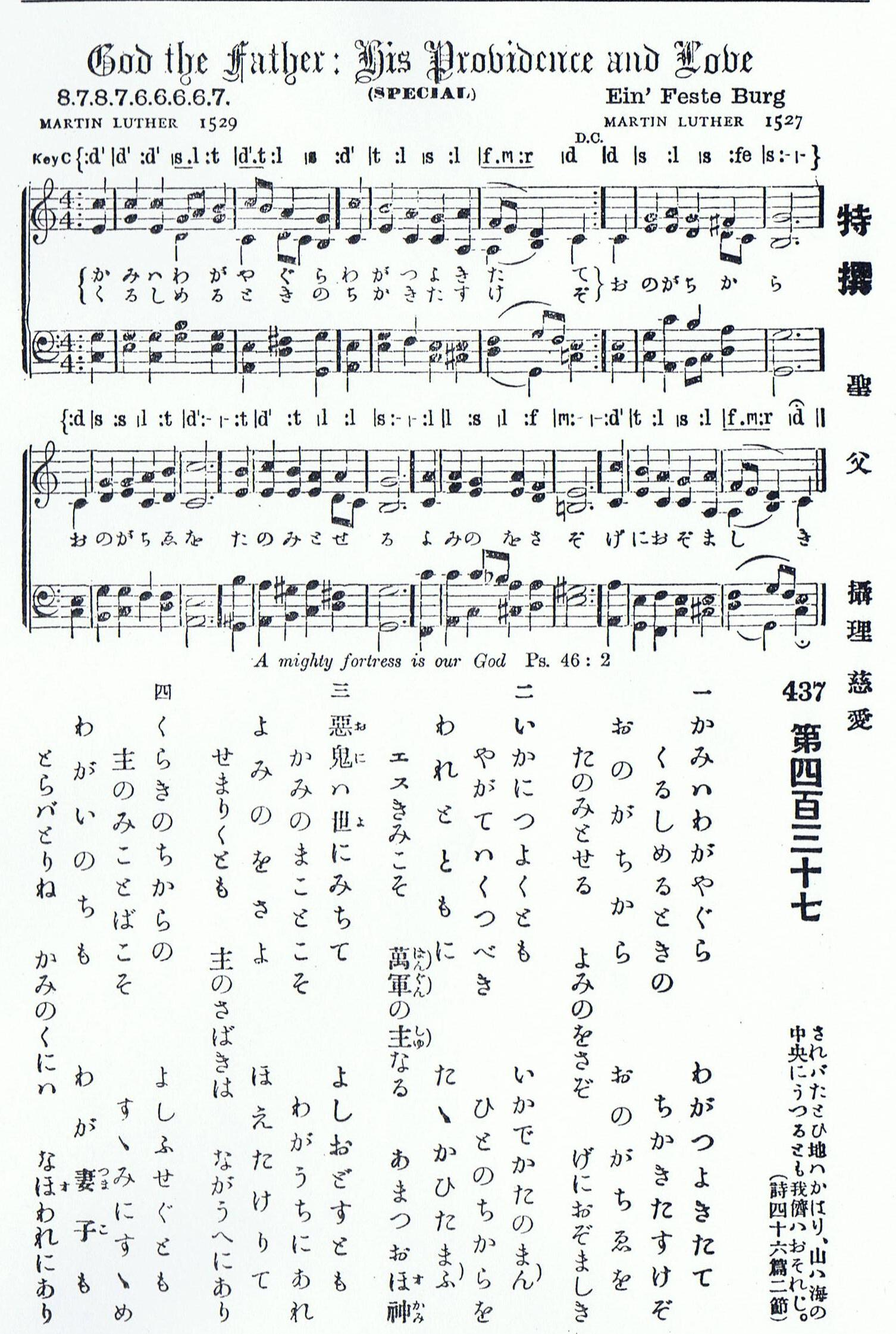
神はわがやぐら 『讃美歌』1903年

霊の戦い（れいのたたかい、英語:Spiritual warfare）は、キリスト教において堕落した悪霊、堕天使たちと、キリストに従う者との霊的戦いのこと。
本項ではプロテスタントの福音派と聖霊派の理解を中心に記述する。ただし、エキュメニカル派では人格的な悪魔、悪霊の存在を否定することがある。

## 聖書
霊の戦いの根拠とされるキリスト教の新約聖書書簡の一つがエペソ教会への手紙である。聖書信仰の教会は、この書簡を書いたのは使徒パウロと認めている。この書簡の中でパウロは、イザヤ59章17節にならい、ローマ軍の武器にたとえて、霊の戦いについて教えている。

## ローザンヌ誓約
福音派のローザンヌ誓約では、霊の戦い、霊的闘争について誓約されている。ジョン・ストットは教会に敵対する人間の背後には「もろもろの悪霊」（エペソ6:12）が潜んでいると解説する。ストットは人々が非キリスト教思想、異端、カルトの教えを信じるのは、「偽りの父」（ヨハネ8:44）、「惑わしの霊」（第一ヨハネ2:18-26、4:1-3）の働きでないとすれば、理解することは不可能であると指摘する。悪魔は教会を偽りで惑わすことができなければ、キリストの無い世俗社会を教会に侵入させ、さらに教会を外側から迫害すると警告する。聖書箇所はエペソ6:12、第二コリント4:3-4、エペソ6:11、13-18、第二コリント10:3-5、一ヨハネ2:18-26、4:1-3、ガラテヤ1:6-9、第二コリント2:17、4:2、ヨハネ17:15

## 歴史
- 敬虔主義では、神と人間とに敵対するサタンの存在が意識され、世はサタンと神の民との戦場とみなされている。ここにおいてサタンは超自然的な力を有する具体的存在と考えられている。これはジョン・バニヤンの『聖戦』に見られる理解である[5]。
- 1990年代に「従来のカリスマ派と異なる、福音派内部からの聖霊運動」である、ピーター・ワーグナーやジョン・ウィンバーらによる「聖霊の第三の波」「力の伝道」の働きが日本に紹介されるようになった。暁書房（現マルコーシュ・パブリケーション）によって多数の書物が訳出出版された。これ以降、日本の福音派の中で、「力の伝道」「力の対決」「霊の戦い」ということが強調されるようになった。
- 1993年 霊の戦いを強調するリバイバル甲子園ミッションが滝元明たちによって開催された。
- 1996年 霊の戦いを本格的に教えるリバイバル聖書神学校が設立された。また、この運動を推進する日本リバイバル同盟が設立された。

## 古典的な悪魔学
正統的なキリスト教会は悪魔、サタンとして知られている堕天使の現実の存在を聖書啓示に基づいて告白した。この確信は、教父たちの文書、初代教会の会議の信条、教派の信仰告白でも確認されている。
キリスト教会の古典的な立場では、サタン、悪魔として知られている堕落した霊的な存在は、世界中で時々その実在を顕示すると信じられている。これらの存在の第一の目的は人間をだますことである。彼らの第一任務は、地上で神の御心がなされるのを妨げ、未信者がキリストを信じられないようにし、クリスチャンがイエスの真の弟子となるのを妨害することである。サタンは「偽りの父」（ヨハネ8:44）、「私たちの兄弟たちの告発者」（黙示録12:10）と呼ばれている。

## 霊の戦いの段階

### 地上レベルでの霊の戦い
悪霊追い出しの働き。聖書にはイエス・キリストが12弟子（使徒）を遣わされた時、弟子らが悪霊を追い出す権威（エクスーシア、ギリシア語: ἐξουσία）を与えられた記述がある（マタイ10:1）。ピリポがサマリアでキリストを宣べ伝えた時にも、「汚れた霊につかれた多くの人たちからは、その霊が大声で叫んで出て行」った（使徒8:7）。新約聖書に一番頻繁に登場し、宣教師が遭遇するのはこのレベルでの霊の戦いであるとされる。

### 2段階目の霊の戦い
エキュメニズム、シャーマニズム、ニューエイジ、オカルト、魔女、魔法使い、悪魔教の祭司、占い師を通して働く悪霊も、「霊の戦い」の当事者の立場からみれば戦いの対象である。

### 戦略レベルの霊の戦い
地域に働く霊。エペソ6:12、黙示録12章。偶像崇拝、異邦人の神殿、殺人、堕胎、血を流すこと、性的倒錯、ドラッグ、オカルト用品などの罪。またダニエルの祈り（ダニエル書9:3）、ネヘミヤの祈り（ネヘミヤ記1:6）にある通り、国や町が犯した罪を、自分の罪として認めなければならないとしている。ピーター・ワグナーはこの一環として日本に原爆を投下した罪を、ひざまずいて謝罪した。

## 文学
戦略レベルの霊の戦いの文学として、フランシス・E・ペレティの『この暗闇の世界』がある。

## 教科書
トリニティ神学校、フラー神学校、リバイバル聖書神学校など霊の戦いについて教える神学校があり、ピーター・ワグナーが最初の質の高い教科書として紹介しているのは、ジョン・ドーソンの『神のために都市を奪回せよ』である。

## 讃美歌
讃美歌 (1954年版)の目次では、375番「見よ、むらがるあくの霊」から387番「みかみのことばをかざしてすすまん」までが、霊の戦いである。